# Hymenophyllum atrovirens
Hymenophyllum atrovirens là một loài dương xỉ trong họ Hymenophyllaceae. Loài này được Colenso mô tả khoa học đầu tiên năm 1844.
Danh pháp khoa học của loài này chưa được làm sáng tỏ. 